# Леополд IV Хабсбург
Леополд IV Дебелия (на немски: Leopold IV der Dicke; * 1371; † 3 юни 1411, Виена), от Леополдинска линия на фамилията Хабсбург, е от 1386 г. херцог на Австрия, от 1396 г. граф на Тирол, от 1406 г. херцогски регент на Австрия.

## Произход и регентство
Той е вторият син на херцог Леополд (1351 – 1386) и Виридис Висконти (1350–Милано), дъщеря на херцог Бернабо Висконти от Милано.
През 1386 г. баща му е убит в битката при Семпах. Опекун на малолетните Вилхелм, Леополд, Ернст и Фридрих става техният чичо Албрехт III († 1395).

## Управление
- Леополд е от 1386 до 1396 г. херцог на Австрия.
- Между 1396 и 1406 г., по времето на управлението на по-големия му брат Вилхелм, той управлява Горна Австрия (Тирол и Предна Австрия).

### Взаимоотношения с крал Рупрехт
На 2 юли 1401 г. е в Майнц между Леополд и крал Рупрехт е уговорен брак между брата на Леополд Фридрих IV и дъщерята на Рупрехт Елизабет. През есента на същата година Леополд подкрепя Рупрехт в италианската му експедиция, където е заловен от миланците след битка край Бреша. Предполага се, че поради семейните му връзки с херцога на Милано, той е освободен три дни по-късно и след това се връща в своите владения.

### Леополд като политик след смъртта на Албрехт IV и Вилхелм
Когато братовчед му Албрехт IV умира неочаквано през 1404 година, Леополд „кандидатства“ за настойничество своя малолетен племенник Албрехт V, но Вилхелм надделява над него. Когато Вилхелм на свой ред умира също неочаквано и без потомци през 1406 година, той претендира за регент като старши в Хабсбургския дом и се опитва да поеме еднолично управлението, поради което влиза в сериозен конфликт с брат си Ернст Железни, който претендира също за сърегент. Арбитражното решение от 14 септември 1406 година относно провинциалните владения и за регулиране на ситуацията до пълнолетие на Албрехт V е само временно успешно. През зимата на 1407 година започва открита война в централните австрийски земи между Леополд и Ернст, в която взема страна и Градският съвет на Виена, който по това време представлява най-важният град в херцогството на Австрия. Наемни унгарски и моравски войски, местни благородници се включват във войните действия, които имат разрушителни последици.
След като двамата най-накрая сключват мир на 14 януари 1408 година и Леополд поема контрола над Херцогство Австрия, той осъжда на смърт виенския кмет Конрад Форлауф и съветниците Ханс Рох и Конрад Рамперсторфер, подкрепящи Ернст. След съмнителен процес на пазара във Виена, кметът е обезглавен публично.
След продължителни преговори, в които участват благородниците, крал Сигизмунд след избирането му решава, че Леополд и Ернст трябва да упражняват настойничеството на Албрехт V заедно до навършване на пълнолетие, при което на Албрехт е разрешен собствен двор и като дата за достигане на възрастта на пълнолетие е установен 24 април 1411 година. Тази дата отминава без Леополд и Ернст официално да се оттеглят от настойничеството. Затова представители на Долна Австрия успяват тайно да отвлекат Албрехт V с негово съгласие, за да присъства на парламента в Егенбург и му отдават почит там като суверен. Малко по-късно Леополд IV умира, очевидно изненадващо, във Виена.

## Брак и наследник
Леополд се жени през 1393 г. за принцеса Катарина Бургундска (* 1378; † 1425), дъщеря на херцог Филип Смели от Бургундия и съпругата му графиня Маргарета от Фландрия. Бракът е бездетен.
Неговият наследник в Тирол е брат му Фридрих. Вдовицата му се омъжва през 1414 г. за Максимилиан Смасман фон Раполтщайн († ок. 1450) и няма и с него деца.